# Eula Beal
Eula Beal (* 25. Januar 1919 in Riverside, Kalifornien; † 29. Juli 2008 in Napa, Kalifornien) war eine amerikanische Konzert- und Opernsängerin mit der Stimmlage Kontra-Alt.
In ihrer Laufbahn sang sie mit der Los Angeles Philharmonic oder dem Boston Pops Orchestra.
Bekannt wurde Beal für ihre Rolle in Concert Magic, dem ersten abendfüllenden Konzertfilm aus dem Jahr 1947. Dort sang sie unter anderen begleitet von Adolph Baller oder Yehudi Menuhin.
1948 folgten Auftritte in der San Francisco Opera als Erda in Siegfried und als Wirtin in Boris Godunow.
1941 heiratete sie den Fotografen William Garnett (1916–2006) und bekam mit ihm drei Kinder. Nach rund zehn Jahren Konzerttätigkeit zog sie sich zugunsten ihrer Familie weitgehend zurück und absolvierte nur noch lokale Auftritte.